# Tserovo (distrikt i Bulgarien, Pazardzjik)
Tserovo (bulgariska: Церово) är ett distrikt i Bulgarien.   Det ligger i kommunen Obsjtina Lesitjovo och regionen Pazardzjik, i den centrala delen av landet, 70 km sydost om huvudstaden Sofia.
I omgivningarna runt Tserovo växer i huvudsak blandskog. Runt Tserovo är det ganska glesbefolkat, med 36 invånare per kvadratkilometer.